# Cololejeunea cuneata
Cololejeunea cuneata là một loài Rêu trong họ Lejeuneaceae. Loài này được (Lehm. & Lindenb.) Herzog mô tả khoa học đầu tiên.